# Primera División 1938 (Uruguay)
Het seizoen 1938 van de Primera División was het 35e seizoen van de hoogste Uruguayaanse voetbalcompetitie.

## Teams
Er namen elf ploegen deel aan de Primera División tijdens het seizoen 1938. Negen ploegen wisten zich vorig seizoen te handhaven en Liverpool FC promoveerde vanuit de Divisional Intermedia nadat ze Racing Club de Montevideo versloegen in promotie/degradatiewedstrijden. Racing mocht ondanks het verlies toch in de Primera División blijven; er degradeerde uiteindelijk dus niemand.
| Club                      | Stad       | Stadion                              | Vorig seizoen |
| ------------------------- | ---------- | ------------------------------------ | ------------- |
| CA Bella Vista            | Montevideo | Parque José Nasazzi                  | 8e            |
| Central FC                | Montevideo | Estadio Parque Palermo               | 6e            |
| CA Defensor               | Montevideo | Parque Rodó                          | 10e           |
| Liverpool FC              | Montevideo | Estadio Belvedere                    | 1e (Int.)     |
| Montevideo Wanderers FC   | Montevideo | Estadio Parque Alfredo Víctor Viera  | 3e            |
| Club Nacional de Football | Montevideo | Estadio Centenario                   | 2e            |
| CA Peñarol                | Montevideo | Estadio Centenario                   | 1e            |
| Racing Club de Montevideo | Montevideo | Cancha Reducto                       | 7e            |
| Rampla Juniors FC         | Montevideo | Parque Nelson                        | 5e            |
| CA River Plate            | Montevideo | Estadio Parque Federico Omar Saroldi | 4e            |
| IA Sud América            | Montevideo | Estadio Parque Carlos Ángel Fossa    | 9e            |

## Competitie-opzet
Alle clubs speelden tweemaal tegen elkaar. De ploeg met de meeste punten werd kampioen. De ploeg die laatste werd moest het in de nacompetitie opnemen tegen de kampioen van de Divisional Intermedia, met een plekje in de Primera División van volgend seizoen als inzet.

### Kwalificatie voor internationale toernooien
De winnaar van de competitie plaatste zich voor de Copa Ricardo Aldao (afgekort tot Copa Aldao). Deze beker werd betwist tussen de landskampioenen van Argentinië en Uruguay om zo te bepalen wie zich de beste Rioplatensische ploeg zou mogen noemen.

### Torneo de Honor
Voorafgaand aan het seizoen werd het Torneo de Honor gespeeld tussen de ploegen in de Primera División. Dit toernooi werd gewonnen door Club Nacional de Football.

### Eerste seizoenshelft
CA Peñarol was titelverdediger en zij begonnen het seizoen tegen promovendus Liverpool FC. Deze wedstrijd wonnen ze met 2–0. Concurrent Nacional (de nummer twee van vorig seizoen) verloor tijdens de eerste speelronde met 3–2 van CA River Plate, waardoor er direct een gat was tussen de twee rivalen. De daaropvolgende wedstrijden wonnen Peñarol en Nacional allebei. Pas tijdens de zesde speelronde leed Peñarol het eerste puntenverlies: de Aurinegros verloren met 2–1 van Montevideo Wanderers. Nacional, dat zelf wel won, kwam daardoor op gelijke hoogte en nam een speelronde later de koppositie alleen in handen, omdat Peñarol tegen Central FC niet verder kwam dan een 2–2 gelijkspel.
Op 28 augustus stonden de twee rivalen tegenover elkaar met de koppositie als inzet. Peñarol versloeg hun rivaal met 3–1 en nam zo weer de eerste plaats over. Omdat de competitie een oneven aantal ploegen kende was er elke week een ploeg die niet in actie hoefde te komen. Tijdens de tiende speelronde was dat Nacional, waardoor Peñarol hun voorsprong tijdelijk vergrootte. Een wedstrijd later (de laatste speelronde van de eerste seizoenshelft) bracht Nacional het verschil weer terug tot één punt omdat het nu Peñarol was dat niet hoefde te spelen. Halverwege de competitie had Peñarol zeventien punten, Nacional had zestien punten en op de derde plaats stond Montevideo Wanderers met dertien punten. Promovendus Liverpool had nog niet gewonnen en bezette met drie punten de laatste plaats.

### Tweede seizoenshelft
De tweede seizoenshelft nam Nacional revanche voor hun eerdere verlies tegen River Plate door de Darseneros met 10–0 te verslaan. Dit was de grootste overwinning in de Primera División sinds 1920 en de grootste overwinning sinds de invoering van het profvoetbal. Omdat zowel Nacional als Peñarol de wedstrijden daarna wonnen, bleef het onderlinge verschil intact. Montevideo Wanderers had hun eerste drie duels in de tweede seizoenshelft allemaal verloren en zij waren ingehaald door Central en River Plate.
Tijdens de zeventiende speelronde leden de twee titelfavorieten allebei puntverlies: Peñarol speelde gelijk tegen Montevideo Wanderers en Nacional verloor van Racing. In diezelfde speelronde boekte Liverpool hun eerste zege van het seizoen (3–1 tegen CA Defensor), maar hun achterstand op de een-na-laatste (IA Sud América) was nog altijd vijf punten. Een speelronde later verloor Liverpool met 2–0 van Sud América, waardoor ze de laatste plaats niet meer konden ontlopen.
In speelronde achttien en negentien leed Nacional wederom puntverlies: CA Bella Vista en Sud América speelden allebei gelijk tegen de Tricolores. Peñarol won wel twee keer en breidde hun voorsprong uit naar vier punten. Met nog twee duels te spelen betekende dit dat ze aan één punt genoeg hadden om landskampioen te worden. Op 4 december lukte dat in een onderlinge confrontatie niet: Nacional won met 2–1 en bracht Peñarol de tweede nederlaag van het seizoen toe. Een wedstrijd later was het wel raak: door met 4–2 van Racing te winnen pakte Peñarol voor de vierde maal op rij de landstitel. Het was voor het eerst dat een ploeg vier keer op rij kampioen van Uruguay wist te worden.
Tijdens de laatste speelronde hoefde Peñarol niet te spelen. De remise tussen Nacional en Defensor betekende dat de Tricolores uiteindelijk op 31 punten kwamen, drie minder dan Peñarol. Met 25 punten werd Central derde. Het was de tweede keer dat Central in de top-drie was geëindigd (na 1920) en de eerste keer dat ze dat deden in het professionele tijdperk. Montevideo Wanderers (22 punten) en Bella Vista (20 punten) completeerden de top-vijf. Liverpool behaalde in hun eerste seizoen in het profvoetbal 7 punten en moest in de nacompetitie hun plekje voor volgend seizoen proberen veilig te stellen.

### Eindstand
|     | Club                      | Sp. | W  | G | V  | Pnt. | DV | DT | DS  |
| --- | ------------------------- | --- | -- | - | -- | ---- | -- | -- | --- |
| 01. | CA Peñarol                | 20  | 16 | 2 | 2  | 34   | 62 | 24 | +38 |
| 2.  | Club Nacional de Football | 20  | 14 | 3 | 3  | 31   | 59 | 20 | +39 |
| 3.  | Central FC                | 20  | 9  | 7 | 4  | 25   | 36 | 26 | +10 |
| 4.  | Montevideo Wanderers FC   | 20  | 9  | 4 | 7  | 22   | 35 | 27 | +8  |
| 5.  | CA Bella Vista            | 20  | 6  | 8 | 6  | 20   | 24 | 30 | –6  |
| 6.  | CA Defensor               | 20  | 6  | 7 | 7  | 19   | 37 | 35 | +2  |
| 7.  | CA River Plate            | 20  | 6  | 7 | 7  | 19   | 27 | 37 | –10 |
| 8.  | Racing Club de Montevideo | 20  | 4  | 8 | 8  | 16   | 23 | 30 | –7  |
| 9.  | IA Sud América            | 20  | 5  | 4 | 11 | 14   | 32 | 54 | –22 |
| 10. | Rampla Juniors FC         | 20  | 3  | 7 | 10 | 13   | 28 | 45 | –17 |
| 11. | Liverpool FC              | 20  | 1  | 5 | 14 | 7    | 17 | 52 | –35 |

### Legenda
| Kleur | Kwalificatie voor                                          |
| ----- | ---------------------------------------------------------- |
|       | Copa Aldao 1938                                            |
|       | Play-offs tegen degradatie naar Divisional Intermedia 1939 |

| Winnaar Primera División 1938 |
| ----------------------------- |
| CA Peñarol 14e titel          |

### Play-offs
Hekkensluiter Liverpool FC nam het op tegen CA Progreso, de kampioen van de Divisional Intermedia, om deelname aan de Primera División van volgend seizoen. De play-offs werden gespeeld over twee wedstrijden. Indien beide ploegen eenmaal wonnen (of beide duels eindigden gelijk), dan werd er een beslissingsduel gespeeld.
|          |              |       |             |            |
| Heenduel | Liverpool FC | 3 - 1 | CA Progreso | Montevideo |
| Heenduel |              |       |             | Montevideo |

|           |             |       |              |            |
| Terugduel | CA Progreso | 3 - 2 | Liverpool FC | Montevideo |
| Terugduel |             |       |              | Montevideo |

2–2 op basis van wedstrijdpunten, een beslissingsduel moest worden gespeeld.
|                  |                       |         |             |            |
| 31 december 1938 | Liverpool FC          | 2 - 1   | CA Progreso | Montevideo |
| 31 december 1938 | Gorla 39' Cerviño 59' | Verslag | 9' Píriz    | Montevideo |

Liverpool FC blijft in de Primera División. CA Progreso blijft in de Divisional Intermedia.

#### Topscorers
De topscorerstitel ging met twintig doelpunten naar Atilio García van Club Nacional de Football. Hij was de tweede Argentijn die topscorer van de Primera División werd, na Horacio Tellechea in het voorgaande seizoen.
| №  | Speler        | Club                      | Goals |
| -- | ------------- | ------------------------- | ----- |
| 1. | Atilio García | Club Nacional de Football | 20    |

1900 · 1901 · 1902 · 1903 · 1904 · 1905 · 1906 · 1907 · 1908 · 1909 · 1910 · 1911 · 1912 · 1913 · 1914 · 1915 · 1916 · 1917 · 1918 · 1919 · 1920 · 1921 · 1922 · 1923 · 1924 · 1925 · 1926 · 1927 · 1928 · 1929 · 1930 · 1931 · 1932 · 1933 · 1934 · 1935 · 1936 · 1937 · 1938 · 1939 · 1940 · 1941 · 1942 · 1943 · 1944 · 1945 · 1946 · 1947 · 1948 · 1949 · 1950 · 1951 · 1952 · 1953 · 1954 · 1955 · 1956 · 1957 · 1958 · 1959 · 1960 · 1961 · 1962 · 1963 · 1964 · 1965 · 1966 · 1967 · 1968 · 1969 · 1970 · 1971 · 1972 · 1973 · 1974 · 1975 · 1976 · 1977 · 1978 · 1979 · 1980 · 1981 · 1982 · 1983 · 1984 · 1985 · 1986 · 1987 · 1988 · 1989 · 1990 · 1991 · 1992 · 1993 · 1994 · 1995 · 1996 · 1997 · 1998 · 1999 · 2000 · 2001 · 2002 · 2003 ·  2004 · 2005 · 2005/06 · 2006/07 · 2007/08 · 2008/09 · 2009/10 · 2010/11 ·  2011/12 · 2012/13 · 2013/14 · 2014/15 · 2015/16 · 2016 · 2017 · 2018 · 2019 · 2020 · 2021 · 2022 · 2023